# Brian Chesky
Brian Joseph Chesky, né le 29 août 1981 à Niskayuna dans l'État de New York (États-Unis), est un entrepreneur américain, connu pour être le cofondateur et le directeur général (CEO) du site Internet Airbnb, une plateforme communautaire de location et de réservation de logements de particuliers.

## Vie personnelle
Brian Chesky grandit à Niskayuna, dans l'État de New York. Il est le fils de Deborah Campese d'origine française et de Robert H. Chesky d'origine polonaise, tous les deux étant des travailleurs sociaux,,.  Il a une sœur plus jeune, Allison.   
Enfant, Chesky s'intéresse à l'art, dessinant des répliques de tableaux et de design, redessinant des chaussures et des jouets. Plus tard, il s'intéresse à l'architecture paysagère et au design.  
Il intègre l'École de design de Rhode Island (RISD) où il rencontre Joe Gebbia avec qui il fondera le site Internet Airbnb quelques années plus tard,. Il y obtient l'équivalent d'un baccalauréat en design industriel.

## Airbnb
Brian Chesky et Joe Gebbia s'installent en colocation en 2008 alors qu'ils emménagent tous les deux à San Francisco. Alors qu'ils sont tous les deux au chômage et manquent d'argent, ils remarquent qu'il y a une conférence sur le design industriel près de chez eux, organisée par l'Industrial Design Society of America, et que tous les hôtels à proximité sont complets. Ils décident donc de louer une partie de leur appartement pour l'occasion. Ils achètent trois matelas pneumatiques (air bed en anglais) et décident de proposer un petit-déjeuner (breakfast en anglais). Ils commercialisent cette idée en créant le site Internet Air Bed and Breakfast qui deviendra plus tard Airbnb. 
Diplômé de Harvard et architecte technique, Nathan Blecharczyk les rejoint en février 2008 et devient le troisième cofondateur du site Internet.
L'entreprise a du mal à démarrer. En 2008, le site Internet comptabilise seulement deux clients, parmi lesquels Brian Chesky lui-même. Afin de financer la société, ils créent en parallèle deux boites de céréales, les Cap'n McCain et les Obama O's en rappel aux deux candidats à la présidentielle américaine de l'époque, Barack Obama et John McCain. Y Combinator, une entreprise américaine de financement précoce de startups, les remarque et accepte de financer Airbnb pour l'aider à démarrer. L'entreprise se développe rapidement dans la région avant de se lancer à l'international, en Europe particulièrement.
En 2015, le site enregistre une moyenne mondiale quotidienne de 60 000 à 70 000 utilisateurs.
2020 : Le  nombre  de visiteurs sur  Airbnb.com (États-Unis) a été de 67,5 millions durant le mois d'août 2020 ; sur Airbnb.fr (France), les visites du site ont été de 17,5 millions ; et sur Airbnb.co.uk (Royaume-Uni), ce chiffre s'élève à 14 millions.